# Lijst van prefecten voor de Oosterse Kerken

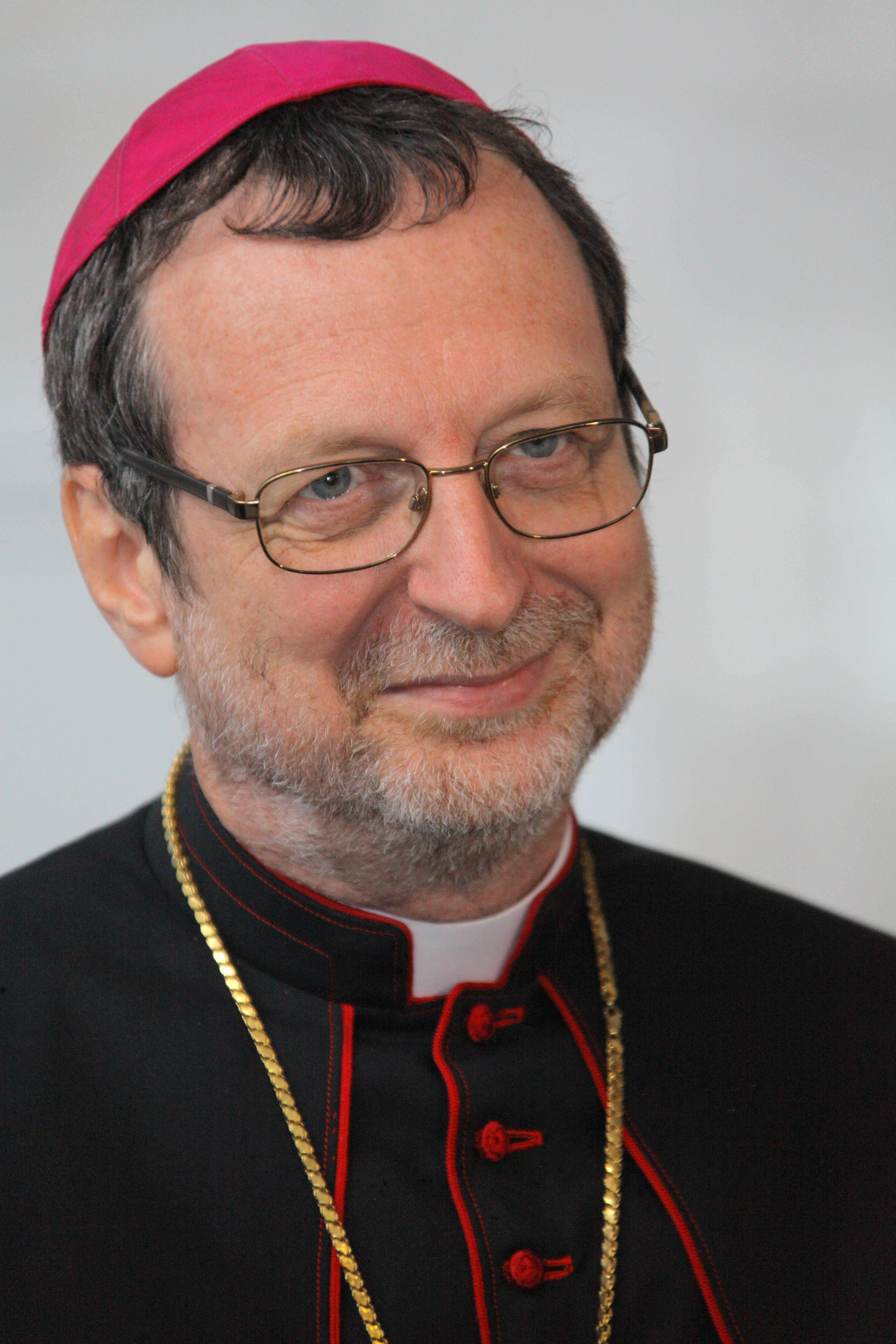
Claudio Gugerotti, prefect sinds 2022

Onderstaand volgt een lijst van prefecten van de Dicasterie voor de Oosterse Kerken, een orgaan van de Romeinse Curie.
| Heilige Congregatie voor de Oosterse Kerken | Heilige Congregatie voor de Oosterse Kerken |
| ------------------------------------------- | ------------------------------------------- |
| 1917-1922                                   | Niccolò Marini                              |
| 1922-1927                                   | Giovanni Tacci Porcelli                     |
| 1927-1936                                   | Luigi Sincero                               |
| 1936-1959                                   | Eugène Tisserant                            |
| 1959-1961                                   | Amleto Giovanni Cicognani                   |
| 1961-1962                                   | Gabriel Acacius Coussa                      |
| 1962-1967                                   | Gustavo Testa                               |
| 1967-1968                                   | Gustavo Testa                               |
| 1968-1973                                   | Maximilien de Furstenberg                   |
| 1973-1980                                   | Paul-Pierre Philippe                        |
| 1980-1984                                   | Władysław Rubin                             |
| Congregatie voor de Oosterse Kerken         |                                             |
| 1984-1985                                   | Władysław Rubin                             |
| 1985-1991                                   | Duraisamy Simon Lourdusamy                  |
| 1991-2000                                   | Achille Silvestrini                         |
| 2000-2007                                   | Ignace Moussa I Daoud                       |
| 2007-2022                                   | Leonardo Sandri                             |
| Dicasterie voor de Oosterse Kerken          |                                             |
| 2022                                        | Leonardo Sandri                             |
| 2022-heden                                  | Claudio Gugerotti                           |